# Sozialistische Arbeiterpartei Deutschlands (1931)
Die Sozialistische Arbeiterpartei Deutschlands (SAPD, häufig auch Sozialistische Arbeiterpartei, SAP genannt) war eine linkssozialistische, marxistische Partei, die am 4. Oktober 1931 in Berlin gegründet wurde und bis 1945 bestand. 

## Geschichte der SAPD

### 1931–1933
Die Sozialistische Arbeiterpartei Deutschlands (SAPD) war eine linke Abspaltung der SPD im Herbst 1931. Sie entstand, als sechs Mitglieder der SPD-Reichstagsfraktion (Kurt Rosenfeld, Max Seydewitz, August Siemsen, Heinrich Ströbel, Hans Ziegler und Andreas Portune) wegen des Bruches der Fraktionsdisziplin ausgeschlossen wurden, da sie die Tolerierung der Regierung Brüning durch die SPD ablehnten. Der neu gegründeten Partei schloss sich eine Minderheit des linken SPD-Flügels (darunter auch einige bekanntere Politikerinnen wie Anna Siemsen und Käte Frankenthal) und des Jugendverbandes SAJ, ein Teil der KPO um Paul Frölich, Jacob Walcher, August Enderle, August Ziehl und Heinrich Galm, einige Gruppen und Personen aus der Versöhnlerfraktion der KPD wie Heinrich Stahmer, die Rest-USPD um Theodor Liebknecht, der Sozialistische Bund von Georg Ledebour, die Arbeitsgemeinschaft für linkssozialistische Politik um Fritz Küster, eine entristisch arbeitende Gruppe der Roten Kämpfer um Bernhard Reichenbach (1932 ausgeschlossen) sowie bekannte unabhängige marxistische Intellektuelle wie Fritz Sternberg an.
Ein Durchbruch auf Wahlebene blieb der SAPD größtenteils versagt. Sie erreichte Landtagsmandate in Hessen und Stadt- sowie Gemeinderatssitze in ihren kommunalen Hochburgen Offenbach, Geesthacht, Breslau, Dresden, Zwickau sowie vor allem einigen kleineren Gemeinden im Vogtland; im vogtländischen Dorf Morgenröthe-Rautenkranz erhielt die Partei bei den Kommunalwahlen am 13. November 1932 die absolute Mehrheit der Stimmen und Mandate. Es gelang ihr nicht, parteilose Linke oder kritische SPD- und KPD-Mitglieder anzuziehen.
Die SAPD setzte sich vehement für eine Einheitsfront von SPD, KPD, Gewerkschaften und anderen Massenorganisationen der Arbeiterbewegung gegen den Faschismus ein; was aufgrund der Ablehnung dieser Strategie durch die leitenden Bürokratien wenig erfolgreich war. Gemeinsam mit der KPO und dem Leninbund führte die SAPD eine Reihe von antifaschistischen Kundgebungen und Diskussionsveranstaltungen durch, auf welchen der Einheitsfrontgedanke propagiert wurde.
Anfang 1933 spitzten sich innerhalb der SAPD fraktionelle Auseinandersetzungen zu, als die Mehrheit des Vorstandes um Rosenfeld und Seydewitz eine Auflösung der Partei zugunsten von SPD und KPD propagierten, der linke Flügel widersetzte sich dem und führte, schon unter den Bedingungen der Illegalität, einen Parteitag durch, auf welchem ein neuer Vorstand gewählt wurde. Dem Auflösungsaufruf des rechten Flügels schloss sich von den damals 15.600 Mitgliedern ein knappes Zehntel an. Hintergrund für diese Auseinandersetzung war die Unzufriedenheit einer Mehrheit der Mitglieder mit dem gemäßigten – linkssozialdemokratischen und pazifistischen – Kurs der Parteiführung und ehemaligen Reichstagsabgeordneten, die SAPD-Linke (um die ehemaligen KPO-Mitglieder Fröhlich und Walcher, die Intellektuellen Sternberg und Klaus Zweiling und die Leitung des SJVD) strebte den Aufbau einer neuen revolutionären Partei und einer neuen kommunistischen Internationalen an. In diesem Zusammenhang ist zu erwähnen, dass die SAPD dem Londoner Büro, einem Zusammenschluss linkssozialistischer und unabhängiger kommunistischer Parteien wie der POUM, der britischen ILP und der niederländischen RSP und OSP angehörte und 1934 mit der Internationalen Kommunistischen Liga Leo Trotzkis Fusionsverhandlungen führte.
Die SAPD gab die Tageszeitung Sozialistische Arbeiter Zeitung, die Wochenzeitung Die Fackel, mehrere regionale Zeitungen wie das Kampfsignal (Berlin) heraus, das bisherige theoretische Organ der SPD-Linken, Der Klassenkampf, erschien nun unter Herausgeberschaft der SAPD. Junge Mitglieder und Sympathisanten der SAPD schlossen sich zum Sozialistischen Jugendverband (SJVD) zusammen, der etwa 8.000 bis 10.000 Mitglieder (die SAPD zu Hochzeiten ca. 25.000) zählte. Einen gewissen Einfluss entfaltete die SAPD auf die pazifistische Deutsche Friedensgesellschaft (DFG), zumal deren geschäftsführender Vorsitzender Fritz Küster auch dem SAPD-Vorstand angehörte, und in verschiedenen Kulturorganisationen der Arbeiterbewegung (Freidenker, Arbeitersportbewegung). In den Gewerkschaften blieb der Einfluss der SAPD eher mäßig. Ihren Sitz hatte die Partei in Berlin-Mitte in der Schillingstraße.

### Exil und Illegalität

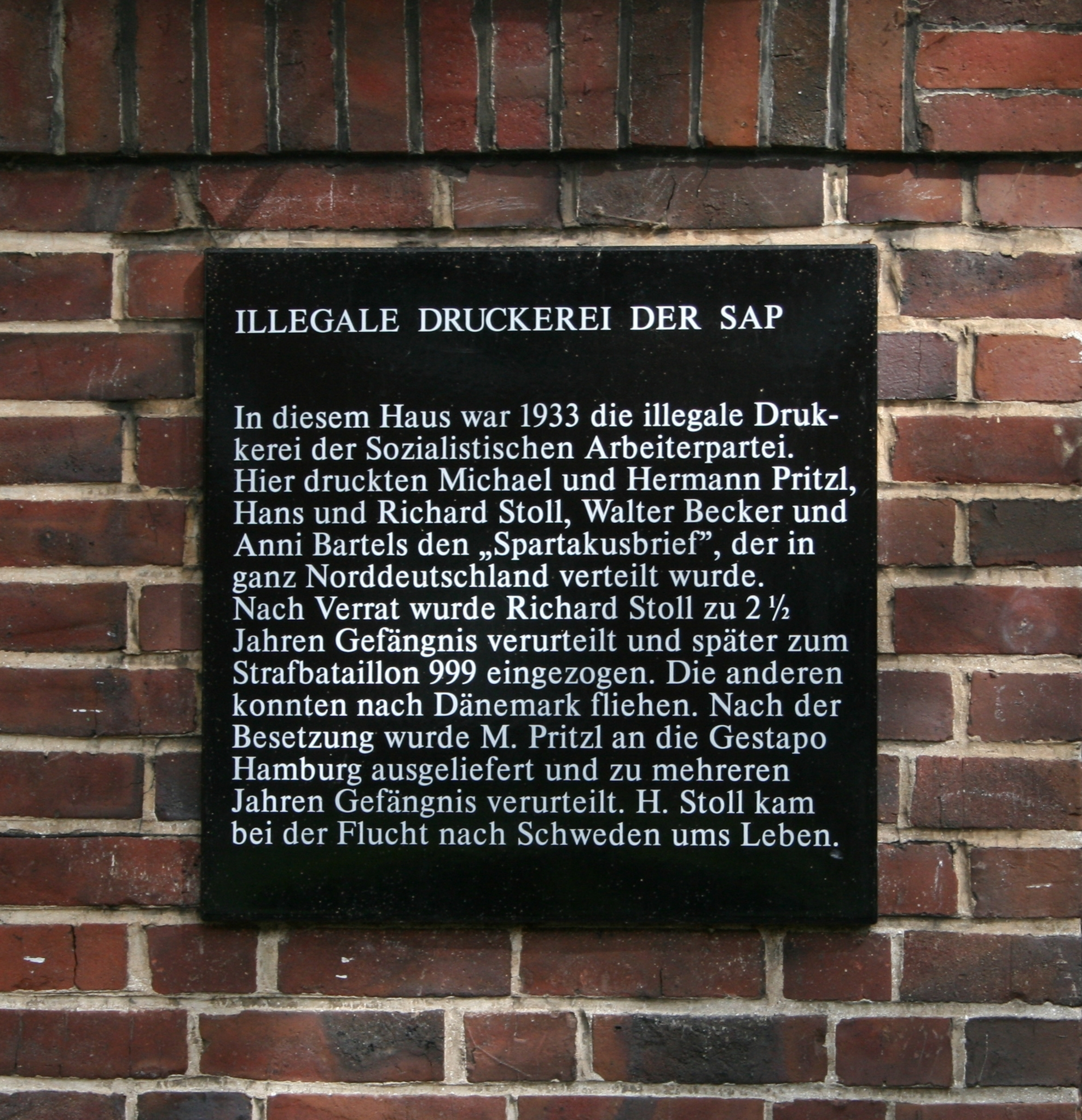
Gedenktafel zur Erinnerung an die illegale Druckerei der SAPD in Hamburg-Bergedorf.

Ab 1933 arbeiteten ihre Mitglieder in der Illegalität gegen den Nationalsozialismus. Über die Hälfte der Mitgliedschaft nahm am antifaschistischen Widerstand teil, ein sehr viel höherer Prozentsatz als bei den Massenparteien SPD und KPD.  In Berlin gab es enge Kooperationen zwischen Mitgliedern der SAPD und dem linkssozialistischen Roten Stoßtrupp, der damals bis zu 500 Mitglieder hatte. Daraus entstand ein offizielles "Kampfbündnis", welches am 18. Juli 1933 im SAPD-Flugblatt "Informationen aus Politik und Wirtschaft" bekannt gemacht wurde. Gemeinsam planten beide Gruppen, die "Wiedererneuerung der Arbeiterbewegung auf dem Boden der revolutionären Grundsätze". Das Bündnis wurde Ende 1933/Anfang 1934 aufgrund von Massenverhaftungen in Berliner Widerstandskreisen weitgehend unwirksam. Viele SAPD-Mitglieder, v. a. die in der Öffentlichkeit bekannten, emigrierten, von den in Deutschland gebliebenen wurden viele in Zuchthäuser oder Konzentrationslager gesperrt, einige, wie Ernst Eckstein und Franz Bobzien, ermordet. Nachdem 1937/38 die meisten SAPD-Strukturen zerschlagen worden waren, gab es nur noch kleinere Gruppen und Zirkel, welche weiterhin (teilweise bis zum Kriegsende 1945) aktiv waren.
Im Exil (der Exilvorstand befand sich in Paris) beteiligte sich die SAPD am Lutetia-Kreis, dem Versuch, eine deutsche Volksfront zu gründen, Mitglieder der Partei kämpften während des Spanischen Bürgerkrieges in den Arbeitermilizen der POUM, der Milizeinheit Rovira. Zur Unterstützung notleidender oder gefangener Genossen wurde eine Unterstützungskasse, der Ernst Eckstein-Fonds ins Leben gerufen. 1937 wurde eine Gruppe von Mitgliedern um Erwin Ackerknecht, Walter Fabian und Peter Blachstein aus der Partei ausgeschlossen, nachdem diese eine zu unkritische Haltung der SAPD gegenüber der KPD und den Moskauer Prozessen kritisiert hatte, die Ausgeschlossenen konstituierten sich als Gruppe Neuer Weg. 1939 brachen die Kontakte zwischen Exil- und Untergrundgruppen auf Grund des Kriegsausbruches weitestgehend zusammen, die Exilstrukturen selbst zeigten Desintegrationstendenzen (u. a. zerbrach die Exilleitung in rivalisierende Gruppen um Walcher und Frölich), die noch aktiven Gruppen in Schweden (welche noch einzelne Kontakte zu Mitgliedern im norddeutschen Raum unterhielten) und Großbritannien (welche sich schon 1941 der Union deutscher sozialistischer Organisationen in Großbritannien angeschlossen hatten) näherten sich wieder der SPD an.

### Nach 1945
Nach dem Ende der nationalsozialistischen Diktatur schlossen sich 1945 die meisten Mitglieder der SAPD in den Westzonen nach einer Unterredung zwischen dem späteren SPD-Vorsitzenden Kurt Schumacher, der vom Büro Dr. Schumacher aus agierte, und dem als SAPD-Vertreter fungierenden Otto Brenner der SPD an, während andere, vor allem in der sowjetischen Zone, auch der KPD oder später der SED beitraten, so Klaus Zweiling, Jacob Walcher, Max Seydewitz und Edith Baumann. Versuche der Wiedergründung einer dezidiert linkssozialistischen Partei auf lokaler Ebene wie unter Heinrich Galm in Offenbach (Arbeiterpartei – AP) oder unter August Ziehl in Geesthacht (dort unter dem Namen SAP) scheiterten. Einige ehemalige SAPD-Mitglieder wie Fritz Lamm spielten in der unabhängigen radikalen Linken der 1950er und 1960er Jahre eine wichtige Rolle, andere schlossen sich der in der Tradition der KPD-O stehenden Gruppe Arbeiterpolitik an.

### Willy Brandt und die SAPD
In Mein Weg nach Berlin, der Autobiographie von Willy Brandt, dem späteren SPD-Parteivorsitzenden (1964–1987) und Bundeskanzler (1969–1974), heißt es dazu:

„Im Herbst 1931 schlossen sich Nazis und Deutschnationale, SA und Stahlhelm in der ‚Harzburger Front‘ zusammen … Ausgerechnet zu diesem Zeitpunkt kam es auch als Ergebnis organisatorisch-disziplinarischer Maßnahmen der Parteiführung, zur Abspaltung des linken Flügels der Sozialdemokratie. Einige wenige Reichstagsabgeordnete, eine Reihe aktiver Parteigruppen – vor allem in Sachsen –, nicht zuletzt aber ein großer Teil der sozialistischen Jugend folgte denen, die zur Gründung einer Sozialistischen Arbeiterpartei (SAP) aufriefen.“

Willy Brandt (zu der Zeit noch unter seinem Geburtsnamen Herbert Frahm) trat als 17-jähriger Jugendlicher in seiner Heimatstadt Lübeck gegen den Rat seines Mentors Julius Leber der SAP bei, war Mitglied des Ortsvorstandes und Vorsitzender des örtlichen SJVD. Infolge der Machtübernahme der Nationalsozialisten in Deutschland emigrierte er ins norwegische Exil, wo er – fortan unter seinem „Kampfnamen“ Willy Brandt – das SAPD-Büro und die Zentrale Anlaufstelle des SJVD in Oslo leitete, ferner vertrat er vom Februar 1934 bis zum Herbst 1937 den SJVD beim Internationalen Büro revolutionärer Jugendorganisationen.

## Neben- und Vorfeldorganisationen
- Sozialistischer Jugend-Verband Deutschlands (SJVD)
- Sozialistischer Studentenverband (SStV, bei Gründung 1931 ca. 80 Mitglieder)
- Sozialistischer Schutzbund (SSB)
- Marxistische Büchergemeinde
- Ernst-Eckstein-Fonds

## Mitgliederzahlen
- 1931: ca. 25.000
- März 1933: ca. 15.600
- Ende 1933: ca. 13.000–14.000 Mitglieder, mehr als 100 im Exil
- Anfang 1935: ca. 10.000, davon ca. 5.000 aktiv und ca. 180 im Exil
- Januar 1937: ca. 1.000 illegal arbeitende Mitglieder in Deutschland

## Parteivorsitzende der SAPD
- September 1931 bis Ende Dezember 1931: Kurt Rosenfeld – Max Seydewitz – Heinrich Ströbel
- Ende Dezember 1931 bis März 1933: Kurt Rosenfeld – Max Seydewitz
- ab März 1933: kollektive Leitung, de facto Jacob Walcher als einziges hauptamtliches Vorstandsmitglied im Exil

## Wahlbeteiligungen

### Reichstagswahlen
- Reichstagswahl Juli 1932 – 72.630 Stimmen (0,2 %) – 0 Mandate (Verlust der fünf – ursprünglich waren es sogar sechs[4] – durch Übertritt von der SPD erhaltenden Mandate)
- Reichstagswahl November 1932 – 45.200 Stimmen (0,1 %) – 0 Mandate

### Landtagswahlen
- Hessen, 15. November 1931 – 8170 Stimmen (1,0 %) – 0 Mandate
- Preußen, 24. April 1932 – 80.392 Stimmen (0,4 %) – 0 Mandate (Verlust der drei durch Übertritt von der SPD (Käte Frankenthal, Hans Marckwald) und KPO (Hermann Gebhardt) erhaltenen Mandate)
- Bayern, 24. April 1932 – 13.437 Stimmen (0,3 %) – 0 Mandate
- Anhalt, 24. April 1932 – 806 Stimmen (0,4 %) – 0 Mandate
- Hamburg, 24. April 1932 – 2.302 Stimmen (0,3 %) – 0 Mandate
- Oldenburg, 29. Mai 1932 – 1.469 Stimmen (0,5 %) – 0 Mandate
- Mecklenburg-Schwerin, 5. Juni 1932 – 957 (0,3 %) – 0 Mandate
- Hessen, 19. Juni 1932 – 11.689 Stimmen (1,6 %) – 1 Mandat (Heinrich Galm) (Übertritt von der KPO) konnte seinen Sitz halten, Fritz Ohlhof (Übertritt von der SPD, verlor seinen Sitz)
- Thüringen, 31. Juli 1932 – 2.067 (0,2 %) – 0 Mandate